# Escrofuloderma
Escrofuloderma ou tuberculose subcutânea é uma infecção bacteriana causada pelo Mycobacterium tuberculosis normalmente disseminada diretamente pela tuberculose pulmonar, de gânglios linfáticos, ossos ou articulações. Formam bolhas firmes, indolores que eventualmente se rompem com uma base granular.
Geralmente é tratada junto com os outros focos da tuberculose, mas pode curar mesmo sem tratamento deixando, porém, cicatrizes por anos. 